# Ronald Aarts
Ronald M. Aarts (Amsterdam, 1956) is een Nederlands elektrotechnisch ingenieur en natuurkundige, auteur, uitvinder en hoogleraar in het vakgebied van de elektroakoestiek  en signaalverwerking in de biomedische technologie.

## Biografie
Aarts verkreeg in 1977 een BSc-graad in elektrotechniek en in 1995 de doctorstitel in de natuurkunde van de Technische Universiteit Delft. Hij trad in 1977 toe tot de optica-groep bij Philips Research Laboratories (voorheen bekend als het NatLab), Eindhoven, Nederland. Tot zijn onderzoeksterrein behoorden aanvankelijk servosystemen en signaalverwerking voor het gebruik in zowel video  longplayspelers als compactdiscspelers. In 1984 trad hij toe tot de Acoustics Group bij Philips Research Labs en werkte aan de ontwikkeling van CAD-hulpmiddelen en signaalverwerking voor luidsprekersystemen. In 1994 werd hij lid van de Digital Signal Processing (DSP)-groep bij Philips Research en leidde er onderzoeksprojecten voor de verbetering van de geluidsweergave en dit door middel van de inzet van DSP en het toepassen van psycho-akoestische verschijnselen.
In 2003 werd hij een Philips fellow bij Philips Research en breidde hij zijn interesses uit tot toepassingen voor de geneeskunde en de biologie in het bijzonder op het gebied  van sensoren en hun signaalverwerking en systemen voor ambulante bewaking, slaap, cardiologie, perinatologie, drugsresponsbewaking (DRM) en epilepsie-detectie.
Hij is de auteur of coauteur van meer dan 400 gepubliceerde papers en rapporten en heeft zijn naam staan op meer dan 250 octrooiaanvragen, waaronder meer dan 175 Amerikaanse (waarvan er meer dan 100 werden verleend). Voor zijn creatieve bijdragen bij Philips mocht hij van de firma verschillende prijzen in ontvangst nemen waaronder de Gilles Holst Prijs (1999), de Gold Invention Award (2012) en de Diamond Invention Award (2018).
Al snel verkreeg hij internationale erkenning en waardering voor zijn werk en werd hij een IEEE-fellow (2007) en ontving van de IEEE Consumer Technology de Chester Sall Award (2017). In 1998 werd hij Fellow en in 2010 ontving hij de zilveren medaille van de Audio Engineering Society (AES). Hij was tevens medeorganisator en voorzitter tijdens verschillende internationale conventies. 
Hij was lid van de raad van toezicht ("Kuratorium") van het Fraunhofer-Institut für Digitale Medientechnologie (DMT) te Ilmenau van januari 2005 tot februari 2013.
Aarts is sinds 2006 deeltijdhoogleraar aan de Technische Universiteit Eindhoven (TU/e), waar hij voornamelijk master- en PhD-studenten begeleidt. Sinds 1990 is hij president van Aarts Consultancy (Adviesbureau Aarts). In 2019 ging Aarts met pensioen bij Philips en ging hij zich wijden aan zijn academische en advieswerk. Dit laatste omvat zowel technisch advies als advies op het gebied van intellectueel eigendom.

## Verbetering van basgeluid
Aarts en zijn medewerkers bij Philips zijn betrokken geweest bij de ontwikkeling, verbetering en hardware-implementatie van bas-verbeterings methoden die gebruikmaken van het natuurlijke psycho-akoestische fenomeen dat bekend staat als de "ontbrekende grondgolf" of residu-toon. Kleine luidsprekers zijn over het algemeen niet in staat om laagfrequente tonen weer te geven, door gebruik te maken van auditieve illusies kan men ofwel het virtuele toonhoogtefenomeen gebruiken om de lage frequenties te verschuiven naar een hogere frequentieband die de luidsprekers wel kunnen weergeven, dit wordt ook wel Ultra Bass genoemd; of men kan de zeer lage frequentieband moduleren naar één enkele frequentie waarbij de luidspreker speciaal is ontworpen voor een hoog rendement bij die enkele frequentie, dit wordt soms Bary Bass genoemd. Aan de andere kant, als de luidspreker wel in staat is om lage frequenties weer te geven, maar als ze niet aanwezig zijn in de muziek, kunnen die frequenties worden afgeleid uit de muziek met behulp van een bandbreedte-uitbreidingsschema, dit wordt ook wel Infra Bass genoemd. Ten slotte kan de geluidskwaliteit, met name van geluidstransducers met een hoge Q worden verbeterd door delen van de bassignalen te dempen, waardoor de impulsweergave van bastonen wordt verbeterd, dit wordt soms 'punchy' bas genoemd.

## Luidspreker-arrays en hun afstraling
Ronald M. Aarts en zijn medewerkers bij Philips zijn ook betrokken geweest bij het ontwerp en de toepassingen van luidsprekerstraling. Een uitgebreide versie van de Zernike polynomen, bekend als ENZ, werd toegepast om voorwaartse en inverse problemen in akoestische straling op te lossen van een flexibele cirkelvormige zuiger omgeven door een star oneindig vlak (baffle) en van een flexibele bolvormige kap op een stijve bol, waarbij werd aangetoond dat deze laatste vrij veel lijkt op die van een echte luidspreker. Het gebruik van meerdere luidsprekers opgesteld in een rij maakt speciale stralingskarakteristieken mogelijk. Zo kan men het 'sweet spot'-gebied tijdens stereofonisch luisteren vergroten door gebruik te maken van looptijdsverschillen, in dit geval het verschil in aankomsttijd van het geluid tussen de beide oren, ook wel positie-onafhankelijke stereo genoemd. Een andere toepassing is om het geluid op een luisteraar te richten, zonder anderen te storen. Dit staat bekend als persoonlijk geluid. Weer een andere toepassing is om met behulp van kwadratische fase-arrays, luidspreker-arrays te ontwerpen die net zo afstralen als een enkele luidspreker. Voor berekeningen aan afstraling van luidspreker is vaak de Struve-functie nodig; hier zijn eenvoudige benaderingen voor afgeleid.

## Stereobasisverbreding
Bij kleine televisietoestellen en draagbare audioapparatuur staan de luidsprekers dicht bij elkaar. Met speciale signaalbewerking kan men zogenaamde fantoom- of virtuele bronnen maken, zodat het lijkt of het geluid ver buiten de luidsprekers wordt opgewekt. Dit principe is door Philips op vele tv- en audiosets toegepast, onder de commerciële naam 'Incredible sound'. Regisseur Spike Lee maakte hiervoor in 1996 een reclamefilmpje, dat zich op Wall Street afspeelde.

## Akoestisch koelen met luidsprekers
Een luidspreker in een speciale behuizing kan synthetische jets genereren die voordelen bieden ten opzichte van een ventilator, zoals een hogere efficiëntie, hogere ontwerpvrijheid en minder lawaai en slijtage. Experimenten hebben laten zien dat voor kleine oppervlakken tot ongeveer 40 cm², de synthetische jets beter koelen en minder lawaai maken dan een ventilator.

## Ambulante of ongehinderde patiëntbewaking
Monitoring van sommige ziektebeelden bijvoorbeeld epilepsie, slaap- en hartproblemen zoals boezemfibrilleren; en van vitale parameters zoals bloeddruk, hartslag, en ademhalingsfrequentie, kan zonder dat de patiënt gehinderd wordt met behulp van een fotoplethysmogram (PPG) gedaan worden. Een PPG-sensor kan eenvoudig in een armband zoals bij een sporthorloge ingebouwd worden, zie voor een overzicht.